# ژرژ لوکوئنت (قایقران روئینگ)
ژرژ لوکوئنت (فرانسوی: Georges Lecointe‎; ۶ اوت ۱۸۹۷ – ۴ ژانویهٔ ۱۹۳۲) قایقران روئینگ اهل فرانسه بود.